# Slávia Bratysława
Slávia Bratysława – żeński klub piłki siatkowej ze Słowacji, założony w 1953 roku w Bratysławie.

## Sukcesy
Mistrzostwa Czechosłowacji:
- 1. miejsce (9x): 1966, 1967, 1968, 1976, 1978, 1982, 1983, 1989, 1991
- 2. miejsce (15x): 1964, 1965, 1969, 1970, 1971, 1972, 1974, 1980, 1981, 1984, 1985, 1986, 1987, 1988, 1990
- 3. miejsce (4x): 1961, 1962, 1975, 1979

 Liga Mistrzyń:
- 3. miejsce (2x): 1969, 1983

 Puchar Europy Zdobywczyń Pucharów:
- 1. miejsce (1x): 1976
- 3. miejsce (2x): 1975, 1982

 Puchar Słowacji:
- 1. miejsce (16x): 1993, 1994, 1995, 1996, 2003, 2004, 2005, 2006, 2010, 2013, 2015, 2016, 2017, 2019, 2021, 2024[1]

 Mistrzostwa Słowacji:
- 1. miejsce (20x): 1993, 1994, 1995, 1998, 1999, 2000, 2001, 2002, 2003, 2004, 2008, 2010, 2011, 2013, 2015, 2016, 2017, 2019, 2021, 2022[2]
- 2. miejsce (9x): 1996, 1997, 2005, 2006, 2007, 2009, 2012, 2014, 2018

 MEVZA - Liga Środkowoeuropejska:
- 3. miejsce (2x): 2006, 2012